# Phạm Thanh Tiệp
Phạm Thanh Tiệp (sinh ngày 16 tháng 3 năm 1996) là cầu thủ bóng đá người Slovakia gốc Việt chơi ở vị trí tiền vệ cho câu lạc bộ Hồng Lĩnh Hà Tĩnh tại Giải bóng đá Vô địch Quốc gia Việt Nam.

## Sự nghiệp thi đấu

### SHB Đà Nẵng
Mùa giải 2019, Thanh Tiệp gia nhập SHB Đà Nẵng sau khi chơi bóng cho Baník Lehota pod Vtáčnikom ở giải hạng 5 của Slovakia.

### Hồng Lĩnh Hà Tĩnh
Mùa giải 2023, Thanh Tiệp gia nhập Hồng Lĩnh Hà Tĩnh.